# Housset
Housset é uma comuna francesa na região administrativa de Altos da França, no departamento de Aisne. Estende-se por uma área de 13,2 km². Em 2010 a comuna tinha 158 habitantes (densidade: 12 hab./km²).